# Região da Capital Nacional (Canadá)
A Região da Capital Nacional (em inglês: National Capital Region, em francês: Région de la capitale nationale) é a designação oficial do governo do Canadá para designar a região metropolitana de Ottawa, a capital nacional, a cidade vizinha de Gatineau, localizado em Quebec, e outras cidades de menor porte. Sua população é de 1 543 790 habitantes.